# Lemnalia flava
Lemnalia flava är en korallart som först beskrevs av May 1898.  Lemnalia flava ingår i släktet Lemnalia och familjen Nephtheidae. Inga underarter finns listade i Catalogue of Life.